# Agnes Caroline Lake
Agnes Caroline Lake (* ca. 1887 in Harlow, Essex; † ca. 1972 in Wandsworth, London) war eine englisch-britische Suffragette und die Geschäftsführerin der Zeitung The Suffragette der Women’s Social and Political Union (WSPU).

## Leben
Über Lakes Leben ist bekannt, dass sie 1910 einen Dr. William Henry Whatmough heiratete, mit dem sie eine Tochter hatte, die in den Vereinigten Staaten geboren wurde.
Lakes Einsatz für die Frauenwahlrechtsbewegung ist überliefert, als sie als Geschäftsführerin der Zeitung The Suffragette der Women’s Social and Political Union (WSPU) tätig war. Sie arbeitete mit Emmeline und Christabel Pankhurst zusammen, und war für die Entwicklung des Inhalts und Layouts der Publikation verantwortlich.
Am 30. April 1913 wurde Lake zusammen mit Beatrice Sanders, Rachel Barrett, Harriet Kerr und Flora McKinnon Drummond verhaftet, als die Polizei das WSPU-Hauptquartier durchsuchte. Sie wurde nach dem Malicious Damage to Property Act wegen Verschwörung angeklagt und zu 21 Monaten Haft verurteilt. Im Juni 1913 wurde sie in das Warwick Prison in Warwickshire verlegt, wo sie in den Hungerstreik trat und zwangsweise ernährt wurde. Im Oktober 1913 war sie so krank, dass sie nach dem sogenannten Cat and Mouse Act in ein Pflegeheim in Royal Leamington Spa verlegt wurde. Es ist wahrscheinlich, dass sie von der WSPU die sogenannte „Hungerstreikmedaille“  For Valour erhielt. Nachdem sie mit Hilfe einer örtlichen Suffragette namens Mrs. Bell aus dem Pflegeheim geflohen war, wurde sie im Dezember 1913 vor ihrem Haus in Leytonstone, London, erneut verhaftet.
Lake wurde später von ihrer Rolle bei der Zeitung der WSPU entlassen, laut Christabel Pankhurst eine „rein geschäftliche Angelegenheit“.
Sie starb 1972 im Alter von 84 Jahren in Wandsworth, London.